# Cherry (Illinois)
Cherry è un villaggio degli Stati Uniti d'America, situato nello Stato dell'Illinois, nella contea di Bureau.

## Storia
Nel 1909 vi si verificò il disastro di Cherry, il terzo disastro minerario più mortale nella storia delle miniere di carbone americane.